# Weltkongress der Aserbaidschaner
Der Weltkongress der Aserbaidschaner (englisch: Congress of World Azerbaijanis, aserbaidschanisch Dünya Azərbaycanlı Birliyi) ist eine Folge von Konferenzen, die alle fünf Jahre stattfindet.

## I. Weltkongress der Aserbaidschaner
Der Erste Weltkongress der Aserbaidschaner fand am 9.–10. November 2001 in Baku statt.

## II. Weltkongress der Aserbaidschaner
Der Zweite Weltkongress der Aserbaidschaner fand am 16. März 2006 in Baku statt. Er stand schon unter der Schirmherrschaft des gegenwärtigen Präsidenten İlham Əliyev.

## III. Weltkongress der Aserbaidschaner
Der Dritte Weltkongress der Aserbaidschaner fand am 5. und 6. Juli 2011 in Baku statt.
Den Kongress eröffnete Präsident İlham Əliyev mit einer programmatischen Rede.
An dem Kongress nahmen 1272 Delegierte aus 42 Ländern teil.

## IV. Weltkongress der Aserbaidschaner
Der Vierte Weltkongress der Aserbaidschaner fand am 3. und 4. Juni 2016 auch wieder in Baku statt.
An dem Kongress nahmen Teilnehmer aus 49 Ländern teil.